# Солона (Салаж)
Солона (рум. Solona) насеље је у Румунији у округу Салаж у општини Сурдук. Oпштина се налази на надморској висини од 232 m.

## Становништво
Према подацима из 2002. године у насељу је живело 288 становника, од којих су сви румунске националности.